# Aartsbisdom San Pedro Sula
Het aartsbisdom San Pedro Sula (Latijn: Archidioecesis de Sancto Petro Sula) is een rooms-katholiek aartsbisdom met als zetel San Pedro Sula, in Honduras. De aartsbisschop van San Pedro Sula is metropoliet van de kerkprovincie San Pedro Sula, waartoe ook de volgende suffragane bisdommen behoren:
- Gracias
- La Ceiba
- Santa Rosa de Copán
- Trujillo
- Yoro

## Geschiedenis
Het aartsbisdom werd opgericht op 2 februari 1916, als het apostolisch vicariaat San Pedro Sula, uit delen van het nieuw verheven aartsbisdom Tegucigalpa, en was suffragaan aan het aartsbisdom Tegucigalpa. Op 6 juli 1963 werd het verheven tot bisdom en op 26 januari 2023 werd het verheven tot metropolitaan aartsbisdom. 
Het verloor meermaals gebied bij de oprichting van de bisdommen Trujillo (1987) en La Ceiba (2011). 

## Parochies
Het aartsbisdom had in 2023 een oppervlakte van 3.923 km2 en telde 1.852.772 inwoners waarvan 57,2% rooms-katholiek was.

## Ordinarii

### Apostolisch vicarissen
- Juan Sastre y Riutort (15 april 1924 - 23 maart 1949)
- Antonio Capdevilla Ferrando (24 maart 1953 - 12 augustus 1962)

### Bisschoppen
- José García Villas (6 juli 1963 - 10 augustus 1965)
- Jaime Brufau Maciá (15 maart 1966 - 15 september 1993)
  - Óscar Andrés Rodríguez Maradiaga (apostolisch administrator: 1993 - 3 februari 1995)
- Angel Garachana Pérez (11 november 1994 - 26 januari 2023)
  - Rómulo Emiliani Sánchez (hulpbisschop: 2 februari 2002 - 21 maart 2017)

### Aartsbisschoppen
- Michael Lenihan (26 januari 2023 - heden)